# Ankylomyrma
Ankylomyrma este un gen de furnică arboricolă mare din subfamilia Agroecomyrmecinae. Acesta conține specia unică Ankylomyrma coronacantha, Un membru al tribului Ankylomyrmini. Genul este cunoscut din Africa. Nu se știe nimic despre biologia lor. Genul a fost mutat din subfamilia Myrmicinae la Agroecomyrmecinae în 2014.